# 3Xtreme
3Xtreme (en español 3 Extremos) es un videojuego de carreras lanzado para la consola PlayStation en el año 1999. Al igual que con el videojuego 2Xtreme, 3Xtreme contiene patinetas, patines, ciclismo y opciones para llegar a la meta antes de que los otros jugadores. A diferencia de 2Xtreme, sin embargo, los personajes de 3Xtreme se componen de polígonos en lugar de sprites. Esta opción de diseño era perjudicial para los gráficos, sin embargo, ya que el juego experimentó desaceleraciones frecuentes cuando más de un jugador estaba en la pantalla.

## Desarrollo o sistema de juego

### Juego
El juego contiene bicicletas, patinetas, y patines.
Patinetas
Amateur Circuit
1.- Frank Corsetti
2.- Michelle Carlson
Pro am Circuit
3.- Joe Carbery
4.- Zach Cruz
Pro Circuit
5.- Lug Nut (Frankenstein)
Ocultos 
6.- Bink (Alien)
7.- Blue (Mini-vehículo)
Bicicletas
Amateur Circuit
1.- Paul Dillon
2.- Kendra Jackson
3.- Steve Olson
Pro am Circuit
4.- Karac Jones
5.- Yukio Osaka
Pro Circuit
6.- TP (Faraón momificado)
Ocultos
7.- Nyub (Alien)
8.- Red (Mini-vehículo)
Patines
Amateur Circuit
1.- Meg Tripe
2.- Sam Marubayashi (el Duff)
Pro am Circuit
3.- Cale Napi
4.- Spunkmeyer
Pro Circuit
5.- Dominique 
Ocultos
6.- Geep (Alien)
7.- White (Mini vehículo)